# موتور بمب خداد بهرام نجاد (أرزوئية)
موتور بمب خداد بهرام نجاد (بالإنجليزية: Mowtowr Pamp-e Khodad Bahram Nezhad)‏ هي منطقة سكنية تقع في إيران في Arzuiyeh Rural District. يقدر عدد سكانها بـ 20 نسمة .